# Хови, Микко
Микко Хови (фин. Mikko Hovi; 11 октября 1879, Ко́йвисто, Великое княжество Финляндское, Российская империя (ныне Приморск (Ленинградская область)) — 10 июля 1962, Хельсинки, Финляндия) — финский скульптор, декоратор. Лауреат высшей государственной награды Финляндии для деятелей искусств — Медали «Pro Finlandia» (1951).

## Биография
Родился в семье фермеров, провёл детство на выборгской земле. Был моряком, совершившим не менее трёх кругосветных путешествий на английском корабле. Во время своих путешествий интересовался другими культурами, изучал языки и ходил в музеи.
С 1907 по 1911 г. и с 1916 г. обучался в Финском центре искусств и ремесел (сейчас Высшая школа искусств, дизайна и архитектуры Университета Аалто). С 1911 по 1914 г. был помощником скульптора Гуннара Финне (1886—1952).
Дебютировал, как скульптор в 1915 году. За свою долгую творческую карьеру М. Хови участвовал в международных представительных выставках финского искусства. Выставлял свои работы на выставках финских художников в 1930—1950-х годах. Участвовал в оформлении Театра «Эстония» в Таллине. Станковые произведения скульптора экспонируются с 1929 года в Атенеуме, с 1932 года они были представлены в Выборгском историко-этнографическом музее.
Автор миниатюрных скульптур. Отличительной чертой искусства Микко Хови, обретшего свой собственный стиль в 1940—1950-х годах, была экспериментальная игра со стилями и формами, оригинальность отличала Хови от других художников того времени. Его работам свойственна нарочито-грубоватая манера, приближающие их народному творчеству. Современные критики называли его примитивистом. В своих персонажах ваятель хорошо передавал состояние модели. Многие герои его работ отмечены иронией и юмором.
В работе использовал гипс, фаянс, различные глазури, керамику, бронзу, камень и дерево.

## Избранные работы
- Памятник на месте битвы при Ахволе в 1919 году
- Маленький рыбак (фин. Kalapoika), 1924 год, набережная Салаккалахти, Выборг (статуя демонтирована). Авторские реплики установлены в Лахти в 1950 году и в Хельсинки в 1953 году (парк развлечений Линнанмяки)
- Играющие медведи, 1951 год, парк развлечений Линнанмяки, Хельсинки
- Дети с мячами, 1955 год, школа в Хельсинки
- Памятник героям, 1956 год, Юлямаа
- Сидящий медведь, 1956 год, Стокгольм
- Бронзовый памятник Ларин-Кёсти в Ярвенпяа

Кроме того, создал ряд деревянных скульптур для сельских церквей Финляндии.